# Great Tibetan Marathon
The Great Tibetan Marathon eller Det store tibetanske maraton afholdes hvert år på det område af Nordindien, som kaldes det "Tibetanske plateau" eller Lille Tibet – ikke at forveksle med den egentlige, tibetanske højslette.

## Om løbet
Det tibetanske maratonløb foregår i 3500 m høje bjerge, hvilket gør det til lidt af en oplevelse for øjnene, men også ekstremt fysisk krævende på grund af den iltfattige luft og rutens mange stigninger og fald.
En anden usædvanlighed ved det store tibetanske maraton er, at det foregår i et område, hvor den tibetanske buddhisme ikke blot er en religion, men en livsfilosofi, der sætter sit præg på hele kulturen i regionen. 
Ruten løber mellem flere munkeklostre, og inden starten bliver alle velsignet af buddhistiske munke, der også vil bemande vandposter m.m. langs ruten. I stedet for det traditionelle startsskud, bliver løbet sat i gang af dybe toner fra flere meter lange buddhistiske messinghorn – pistolskud gør sig ikke godt i de spirituelle, buddhistiske omgivelser.

## 2007
I 2007 fandt The Great Tibetan Marathon sted den 21. juli 2007. Friske løbere fra hele verden viste sine løbe-talenter på distancerne: maraton, halvmaraton, 10 km og 5 km. Den hurtigste mandlige maratonløber var danske Jan Petersen, der kom i mål efter 3 timer, 22 minutter og 16 sekunder. Første kvindelige maratonløber over målstregen var Lykke P. Andersen, også fra Danmark, med tiden 4:36:57. Der var generelt stor spredning mellem løbernes tider. Begge maraton-vindere var således over 20 minutter foran deres nærmeste forfølgere.

## 2008
I 2008 foregik The Great Tibetan Marathon den 18. juli. 108 løbere færdiggjorde løbet i maraton-, halvmaraton-, 10 km- og 5 km-distancerne. Vinderen af maratonløbet blev Trausti Valdimarsson fra Island, som kom i mål på 3:44:50. Hurtigste kvindelige løber var mexicanske Maricruz Lopez med tiden 4:27:09.

## 2009
Sidste gang der blev løbet maraton, halvmaraton og 10 km på Verdens Tag mellem buddhistiske munkeklostre var lørdag den 18. juli 2009.
Vinderne af maratondistancen blev hos mændene Stanzin Otsal fra Indien (3:24:39) og hos kvinderne Leanne Juul fra Sydafrika (3:58:08). I alt gennemførte 74 deltagere løbet i de tre distancer.

## Eksternt link
- Officiel hjemmeside Arkiveret 21. april 2020 hos  Wayback Machine (på engelsk)